# كرة الطائرة الثلجية
كرة الطائرة الثلجية هي رياضة شتوية تلعب ما بين قريقين من 3 لاعبين على ملعب ثلجي يفصله شبكة.هدف كل فريق ضرب الكرة فوق الشبكة لمنطقة الخصم. لكل فريق ثلاث محاولات لضرب الكرة فوق الشبكة.بدأت اللعبة في النمسا كنسخة شتوية لرياضة كرة الطائرة الشاطئية.